# یودایارپالایام
یودایارپالایام (به انگلیسی: Udayarpalayam) یک زیستگاه انسانی در هند است که در Ariyalur district واقع شده‌است.

## خصوصیات
یودایارپالایام ۱۱٬۳۲۵ نفر جمعیت دارد.